# Alice Silverberg
Alice Silverberg (1958) és una professora de Matemàtiques i Informàtica a la Universitat de Califòrnia, Irvine. Va formar part del claustre de la Universitat Estatal d'Ohio des del 1984 fins al 2004. Ha donat més de 300 conferències a universitats de tot el món, i ha centrat l'atenció en el sexisme i la discriminació a través del seu blog Alice's Adventures in Numberland.

## Recerca
La recerca de Silverberg se centra en la teoria de nombres i en la criptografia. Amb Karl Rubin, va introduir el sistema CEILIDH de criptografia tòrica l'any 2003, i actualment té 10 patents relacionades amb la criptografia. És també coneguda per la seva feina en aspectes teòrics de les varietat abelianes.

## Educació i carrera
Silverberg es va graduar a la Universitari Harvard al 1979, i va obtenir el doctorat a la Universitat de Princeton al 1984 sota la supervisió de Goro Shimura. Va començar la seva carrera acadèmica a la Universitat Estatal d'Ohio l'any 1984 i es va convertir en professora titular al 1996. Es va mudar a la Universitat de Califòrnia a Irvine l'any 2004 com a professora de matemàtiques i informàtica, i al 2018 li van atorgar el títol de Professora Distingida. En els últims 25 anys ha organitzat o co-organitzat més de deu conferències sobre matemàtiques i criptografia, i ha servit en els comitès de programa de més de vint més. Silverberg té un llarg historial de servei a la Societat Americana de Matemàtiques i és actualment membre del seu comitè de nominació. Ha estat editora de l'Associació per Dones en Matemàtiques d'ençà de 2008, i recentment s'ha unit a la junta de la Fundació de Teoria de Nombres.

## Honors
Al 2012, Silverberg es va convertir en membre de la Societat Americana de Matemàtiques. va ser elegida en la promoció del 2019 de l'Associació per a les Dones en Matemàtiques "Per la seva recerca excepcional en la teoria de nombres i pel seu profund compromís en la promoció de la igualtat d'oportunitats que s'ha vist en el seu servei i els seus esforços", també es van mencionar les seves abundants conferències i les visites al seu blog.
L'any 2017, Silverberg va començar un blog titulat Les aventures d'Alice a Numberland (parafrasejant el llibre de Lewis Carroll Alícia en terra de meravelles), en el qual parlava amb humor sobre el sexisme a l'acadèmia. Aquest és un tema del qual anteriorment havia parlat en entrevistes, i pel que se l'ha citat.